# Magic On-Line
Magic: The Gathering Online è la versione ufficiale in videogioco del gioco di carte Magic: l'Adunanza, giocabile via Internet, pubblicata dal 2002. Secondo il produttore Wizards of the Coast, nel 2007 il videogioco costituisce tra il 30% e il 50% dell'intero giro d'affari di Magic.

## Distribuzione
Il client, ovvero il programma del gioco, è gratuitamente scaricabile dal sito ufficiale di Magic Online. Una volta scaricato ed installato, è possibile provare gratuitamente il gioco mediante una modalità che dà la possibilità di utilizzare tutti i mazzi precostituiti del Set base attualmente in vendita. Il periodo di prova non ha nessuna scadenza o limitazione, tranne le carte disponibili.
Per giocare alla versione completa del gioco è necessario creare un proprio account: l'operazione ha un costo di 9,90$, che però vengono interamente resi al giocatore tramite un coupon con il quale è possibile acquistare un mazzo base o precostituito oppure delle buste di espansione virtuali nel card shop messo a disposizione sul sito della Wizards.

## Carte virtuali e Event Ticket
Le carte che si acquistano, o si vincono tramite Magic On-line, sono "virtuali" ma rappresentano comunque una reale proprietà del giocatore, proprio come le carte della versione tradizionale di Magic. I giocatori hanno infatti la possibilità di richiedere e farsi spedire a casa la versione cartacea della propria collezione; è infatti possibile "redimere" le carte, esse vengono rimosse dalla collezione online e recapitate in versione cartacea a casa del proprietario. È da notare che la redenzione può essere effettuata solo fino a quando il set corrispondente è in commercio anche nella sua controparte reale.
Oltre alle carte virtuali, dal Card Shop della Wizards, è anche possibile acquistare gli Event Ticket (normalmente chiamati solo Ticket o Tix), al costo di 1$ l'uno. Essi rappresentano la moneta virtuale di tutto il mondo di Magic Online e il loro utilizzo "ufficiale" dovrebbe essere quello di pagamento dell'iscrizione ai tornei (o eventi, da cui hanno preso il loro nome), i cui costi variano da 2 a 6 ticket. All'atto pratico i ticket vengono utilizzati, oltre a pagare l'iscrizione ai tornei, come vera e propria moneta virtuale, per l'acquisto di carte, nelle affollatissime stanze dedicate al commercio.

## Modalità di gioco

### Casual Play
Si tratta del gioco libero, i giocatori possono scegliere tra quattro stanze, in base al loro grado di esperienza e di competitività del mazzo, si parte quindi da una stanza destinata alle partite tra giocatori alle prime armi, fino ad arrivare a quella dove si incontrano giocatori che vogliono provare i più potenti mazzi da torneo.

È presente una stanza dedicata alle varianti di Magic, per più di due giocatori, ed infine è presente una stanza dove iscriversi a piccoli tornei di Magic in formato Limited, sia Sealed che Booster Draft.

## Gli Avatar e il formato Vanguard
Gli avatar furono inizialmente concepiti come riproduzioni di alcuni dei personaggi delle carte di Magic, che i giocatori potevano scegliere, per personalizzare l'aspetto del proprio giocatore virtuale. Alla creazione di ogni account il giocatore ha subito a disposizione i cinque avatar base del gioco, altri se ne possono vincere partecipando agli eventi speciali annunciati dalla Wizards, soprattutto a quelli legati al rilascio di nuove espansioni.
Attualmente però gli Avatar hanno guadagnato un'ulteriore funzione oltre quella legata alla personalizzazione del proprio giocatore; essi possono essere utilizzati anche come carte speciali per un formato di gioco chiamato Vanguard. Questo formato fu creato dalla Wizards che nel 1996 produsse una serie di carte speciali "oversize", necessarie per giocare, che potevano essere vinte come premi in certi tornei, ma poi venne abbandonato. Questa variante di Magic è stata quindi ripresa nella versione online del gioco.

## Formati di gioco disponibili

### Standard, Extended, Modern e Blocco
Questi formati corrispondono esattamente alla controparte cartacea del gioco.

### Classic
Dato che su Magic On-line non sono disponibili tutte le espansioni create per la versione normale del gioco, non è possibile giocare al formato Legacy, è stato quindi creato un nuovo formato chiamato Classic, che permette di utilizzare tutte le carte che sono state fino ad ora rese disponibili per la versione online del gioco. Concettualmente il formato Classic è l'equivalente del formato Legacy per il gioco cartaceo, ma con una quantità molto minore di carte disponibili.

### Freeform
Il formato Freeform permette di giocare con qualsiasi carta disponibile online, con mazzi composti anche solo da 40 carte, e anche senza la limitazione di 4 copie al massimo per ogni singola carta. In pratica è un formato utilizzato per lo più per giocare con i mazzi creati tramite un Draft o un Sealed Deck.

### Pauper
Questo formato prevede l'utilizzo delle sole carte comuni limitando così la spesa sostenuta per completare un deck competitivo ma mantenendo in larga parte le strategie più utilizzate. È supportato dalla Wizards con eventi ufficiali a cadenza settimanale.

### Singleton
In questo formato si possono costruire mazzi contenenti solo una singola copia di ogni carta che non sia una terra base. Esiste sia nella variante Standard che Extended. Ed è supportato attivamente dalla Wizards, sia come tornei che come controllo sulle carte.

### Prismatic
Un formato giocabile praticamente solo online, per via delle dimensioni gigantesche dei mazzi che si devono costruire. Il formato impone un minimo di 250 carte per il mazzo, la presenza di tutti i 5 colori, fissata con un minimo di carte obbligatorio per ognuno dei colori di Magic. È un formato molto popolare online, ed esistono già alcune varianti sul tema. La Wizards supporta attivamente questo formato sia con tornei sia con aggiornamenti costanti (pubblicati assieme agli aggiornamenti dei formati cartacei) della lista di carte bandite dal formato.

### Tribal Wars
Formato nato in seguito all'espansione Onslaught, i giocatori sono obbligati ad utilizzare mazzi con un minimo di 1/3 di carte creatura che condividano un creature type, in modo da formare una "tribù", anche questo formato può essere giocato sia in modalità extended che standard. Anche questa variante è ben supportata dalla Wizards sia come tornei che come controllo delle carte disponibili.

### Vanguard
Si tratta del formato che permette di utilizzare gli Avatar con i loro poteri speciali, i mazzi devono avere un minimo di 61 carte (60 carte regolare più la carta Vanguard), ed è giocabile come modifica di qualsiasi formato di Magic normale. È un formato giocabile solo online, dato che gli avatar e le corrispettive carte Vanguard, non sono disponibili in versione cartacea, e per molte delle loro abilità sono stati pensati effetti di difficile realizzazione in una partita non gestita su computer.

### Momir Basic
Un altro formato giocabile solo con Magic On-line, si tratta di una variante del formato Vanguard, diventata talmente popolare da diventare formato a sé. Per giocare si utilizzano dei caratteristici mazzi composti solo da 60 terre base (per questo il formato si chiama "Momir Basic"), più l'avatar Momir Vig.
Vengono tenuti spesso dei tornei per molti partecipanti, molto popolari tra i giocatori, dato che permettono a chiunque, anche se sprovvisto di carte rare e potenti, di vincere cospicui premi.

### Theme Decks
Questo formato permette l'utilizzo dei soli mazzi precostituiti creati dalla Wizards per ogni espansione di Magic, privi di qualsiasi modifica. Per giocare in questo formato, non è necessario aver specificatamente acquistato un mazzo precostituito, basta solo avere nella propria collezione tutte le carte necessarie a costruirlo. Per questo formato non sono previsti tornei o eventi organizzati.